# VH1 Presents: The Corrs, Live in Dublin
VH1 Presents: The Corrs, Live In Dublin er det tredje livealbum fra det irske keltiske folkrockband The Corrs. Albummet blev optaget til en koncert med bandet i Dublin, der blev akkompagneret af Irish Film Orchestra. The Corrs har tidligere udgivet sange som er blevet remixet lidt, og dette album inkluderer også sådanne sange. Desuden findes to duetter med Bono fra U2, der synger Ryan Adamsnummeret "When the Stars Go Blue", og Lee Hazlewood/Nancy Sinatra-sangen "Summer Wine". The Corrs opførte også Jimi Hendrixs "Little Wing", med en guitarsolo af Ronnie Wood som senere spillede sammen med dem til Rolling Stones' sang "Ruby Tuesday".

## Trackliste
Alle sange er komponeret af The Corrs, bortset fra hvor andet er angivet.
1. "Would You Be Happier?" - 3:24
2. "Breathless" (The Corrs/Mutt Lange)  - 3:27
3. "When the Stars Go Blue" [Featuring Bono] (Ryan Adams) - 4:19
4. "Little Wing" [Featuring Ronnie Wood] (Jimi Hendrix)  - 5:14
5. "Joy Of Life" (Traditionel) - 4:05
6. "Runaway" - 4:38
7. "Only Love Can Break Your Heart" (Neil Young) - 3:03
8. "Radio" - 4:50
9. "Summer Wine" [Featuring Bono] (Lee Hazlewood)  - 3:54
10. "So Young" - 4:52
11. "Ruby Tuesday" [Featuring Ronnie Wood] (Mick Jagger, Keith Richards) 3:39

## Hitlister og certificeringer
| Hitliste                | Land | Udgiver | Højeste placerinc | Certificeringer | salg     |
| ----------------------- | ---- | ------- | ----------------- | --------------- | -------- |
| U.S Billboard 200       | USA  | RIAA    | 52                |                 | 400,000+ |
| U.S Top Internet Albums | USA  | RIAA    | 11                |                 | 400,000+ |

- Salg på verdensplan: 400.000+